# Киселёв, Андрей Дмитриевич
Андрей Дмитриевич Киселёв (1 октября 1895, с. Кирельское, Сюкеевская волость, Тетюшский уезд, Казанская губерния, Российская империя — 28 августа 1938, Симферополь, Крымская АССР, РСФСР, СССР) — советский партийный и государственный деятель. Первый секретарь Алма-Атинского обкома КП(б) Казахстана (1934—1937).

## Биография
Андрей Дмитриевич Киселёв родился 1 октября 1895 года в селе Кирельское Сюкеевской волости Тетюшского уезда Казанской губернии. Русский. Из крестьян-бедняков, отец умер в 1906 г. Мать — колхозница в с. Кирельское (сведения на 1936 год). Брат — бывший матрос, служил 3 года в РККА, колхозник (сведения на 1936 год).

### Образование
1904-07. Окончил начальную сельскую школу, с. Кирельское.
1921—1924. Окончил Ленинградский коммунистический университет имени Г. Е. Зиновьева.

### Трудовая деятельность
1908-11. С 11 лет батрак ловец неводом рыбы в рыбацких артелях у рыбопромышленников Бобровых, Бакуниных, Ланцовых, с. Кирельское, с. Богородское.
1911-13. Рабочий по ремонту судов и барж, обколке льда на пристани «Переволока» и в Спасском затоне Пароходного общества «Кавказ и Меркурий».
1912-14. Матрос парохода «Святополк», Волга и Кама Пароходного общества «ОКА».
весна 1914-15. Матрос шхуны «Экватор», «Восточное общество», Каспий.
1915 — весна 1916. Матрос теплохода «Двенадцатый год», общество «Кавказ и Меркурий», Волга.
Весной 1916 года явился на призыв в г. Тетюши, но не призван так как единственный кормилец в семье.
1916-11.18. Матрос теплохода «Петроград», Волга.
В июне 1918 года теплоход спасаясь от захвата белыми уведен в Пермь, где вошел в состав Волжской флотилии Красного флота, матрос различных судов и рядовой сухопутного отряда кронштадтских матросов товарища Булкина — летом 1918 г. в боях при подавлении Воткинского восстания, в 10.1918 «Петроград» выведен на зимовку в Заозерский затон, где из-за угрозы захвата белыми демонтированы моторы и механизмы.
В ноябре 1918 года по партмобилизации зачислен в РККА — рядовой Пермского батальона ЧК (с батальоном отступал от Перми до Оханска).
1918-04.1919. Рядовой и член парткома Северного коммунистического полка 29-й стрелковой дивизии, Оханск.
04.1919-конец 1919. Политработник 249 стрелкового полка 28 стрелковой дивизии, г. Сарапул, контужен в бою у Бондюжского завода, в госпитале № 1110 г. Казань.
Конец 1919—1921. Военком 909 продотряда, Осинский уезд Пермской губернии и одновременно член Осинского укома ВКП(б) и исполняющий обязанности ответственного секретаря Рябковского райкома ВКП(б) Осинского уезда.
Март 1921. Делегат Пермской губпартконференции — избран делегатом от большевистской «Платформы 10-ти» на 10-й съезд ВКП(б).
03-10.1921 болен тифом.
10.1921-24. студент Комвуза — член бюро парткома вуза.
1924-09.27. Заведующий АПО Череповецкого губкома ВКП(б).
09.1927-01.1928. Заведующий подотдела агитации Отдела агитации, пропаганды и печати Уральского обкома ВКП(б).
01.1928-03.1930. Заведующий отдела по работе в деревне Уральского обкома ВКП(б).
03-05.1930. Ответственный секретарь Ишимского окружкома ВКП(б) Уральской области.
05.1930-10.31. Ответственный секретарь Златоустовского горкома ВКП(б).
10.1931-08.1933. Секретарь по транспорту и связи Уральского обкома ВКП(б).
31.07.1933-09.34. Начальник политотдела Туркестано-Сибирской железной дороги, назначен ЦК ВКП(б).
26 января—10 февраля 1934 года делегат XVII съезда ВКП(б) с решающим голосом от КП(б) Казахстана.
1934-4.1937. 1-й секретарь Алма-Атинского областного комитета ВКП(б).
С 14 мая 1937 по 28 декабря 1937 года – 1-й секретарь Севастопольского городского комитета ВКП(б).
С марта 1938 года управляющий Крымским государственным издательством.
17 марта 1938 года арестован НКВД Крыма по статье 58-10, 11 УК РСФСР: антисоветская агитация, осужден 28 августа 1938 года Верховным Судом СССР к расстрелу с конфискацией имущества.
28 августа 1938 года расстрелян.
27 октября 1956 года реабилитирован Верховным Судом СССР, ГУ СБУ в Крыму, дело 08601.

## Общественная деятельность
Член Казкрайкома ВКП(б).
Член КазЦИК 9 созыва (01.1935-1937).